# Cha Cha with Tito Puente at Grossinger's
Cha Cha with Tito Puente at Grossinger's è un album live di Tito Puente, pubblicato dalla RCA Victor Records nel 1960.
Il disco fu registrato dal vivo il 4 e 5 dicembre del 1959.

## Tracce
Lato A
1. Introduction Managua, Nicaragua – 4:03 (Irving Fields, A. Gamse)
2. Baubles, Bangles and Beads – 2:35 (George Forrest, Robert Wright)
3. I Love Paris – 2:25 (Cole Porter)
4. Speak Low – 3:00 (Ogden Nash, Kurt Weill)
5. At the Balalaika – 2:55 (George Forrest, Eric Maschwitz, Simon Posford, Herbert Stothart, Bob Wright)
6. Sweet Sue-Just You – 2:23 (Will J. Harris, Victor Young)

Lato B
1. Miami Beach Cha-Cha (Miami Beach Rumba) – 3:00 (Irving Fields, A. Gamse)
2. How High the Moon – 2:22 (Nancy Hamilton, Morgan Lewis)
3. Comme Ci Comme Ça (Clopin Clopant) – 3:21 (Bruno Coquatrix, Pierre Dudan, Alex Kramer, Joan Whitney)
4. Grossinger's Cha Cha – 2:35 (Wally Gold, Aaron Schroeder)
5. The Old Devil Moon (In Your Eyes) – 2:18 (E.Y. Yip Harburg, Burton Lane)
6. Puente at Grossinger's – 2:22 (Tito Puente)

Edizione CD del 1996, pubblicato dalla RCA Records
1. Introduction+Tito's Theme – 1:18 (Tito Puente)
2. Baubles, Bangles and Beads – 2:37 (George Forrest, Robert Wright)
3. I Love Paris – 2:37 (Cole Porter)
4. How High the Moon – 2:31 (Nancy Hamilton, Morgan Lewis)
5. At the Balalaika – 3:30 (George Forrest, Eric Maschwitz, Simon Posford, Herbert Stothart, Bob Wright)
6. Sweet Sue - Just You – 2:31 (Will J. Harris, Victor Young)
7. Grossinger's Cha Cha Cha – 3:08 (Wally Gold, Aaron Schroeder)
8. Miami Beach Cha Cha Cha (Miami Beach Rumba) – 3:31 (Irving Fields, Albert Gamse)
9. Managua, Nicaragua – 3:26 (Irving Fields, Albert Gamse)
10. That Old Devil Moon (In Your Eyes) – 2:41 (E.Y. Yip Harburg, Burton Lane)
11. Puente at Grossinger's – 2:37 (Tito Puente)
12. Comme Ci - Comme Ça (Clopin Clopant) – 4:04 (Bruno Coquatrix, Pierre Dudan, Alex Kramer, Joan Whitney)
13. Speak Low – 3:17 (Ogden Nash, Kurt Weill)
14. The Jazz Theme – 3:45 (Tito Puente)
15. Tito's Theme – 1:12 (Tito Puente)
16. Grossinger's Cha Cha Cha – 3:04 (Wally Gold, Aaron Schroeder)
17. That Old Devil Moon (In Your Eyes) – 2:32 (E.Y. Yip Harburg, Burton Lane)
18. I Love Paris – 2:54 (Cole Porter)
19. Miami Beach Cha Cha Cha (Miami Beach Rumba) – 3:23 (Irving Fields, Albert Gamse)
20. How High the Moon – 2:47 (Nancy Hamilton, Morgan Lewis)
21. Philadelphia Mambo[1] – 3:54 (Tito Puente)

## Musicisti
- Tito Puente - timbales, vibrafono, percussioni, arrangiamenti, leader
- Tom Alfano - sassofono
- Peter Fanelli - sassofono
- Rafael Tata Palau - sassofono
- Shepp Pullman - sassofono
- Pedro Punchi Boulong - tromba, trombone
- Jimmy Frisaura - tromba, trombone
- Bernie Glow - tromba, trombone
- Pat Russo - tromba, trombone
- Sam Scavone - tromba, trombone
- Gilberto López - pianoforte
- Bobby Rodríguez - contrabbasso
- Willie Rodríguez - batteria
- Ray Barretto - congas
- Santitos Colón - güiro
- Chickie Perez - bongos[3]